# She Ain't Got... (Swing Batta, Batta)
"She Ain't Got... (Swing Batta, Batta)" är en låt framförd av den amerikanska sångerskan LeToya Luckett, med text av henne själv, Chris Brown, Andre Merritt och Cory Bold med musik av Bold till LeToyas andra studioalbum Lady Love. Produktionen är sångerskans hittills första och enda låt med varningsmeddelandet Parental Advisory.
"She Ain't Got..." är ett upptempo-spår som innehåller elgitarr och kraftig basgång. I låten sjunger framföraren att hon är mycket bättre än sitt ex:s nya flickvän. "She Ain't Got..." hette först "She Ain't Got Shit on Me" men denna titel ändrades senare för att inte skapa kontrovers. Låten valdes ut som skivans andra singel av LeToyas fans i en röstning på sångerskans My Space-sida. Spåret skickades till amerikanska radiostationer den 1 juni 2009. Musikkritikers reaktioner på singeln var blandade. AllMusic beskrev låten som "fräck" men menade att spåret var en av höjdpunkterna på Lady Love. Låten blev den mest adderade på stationer med formatet Rhythmic AC och nådde en 39:e plats på Billboards Rhythmic Top 40. Singeln blev också en mindre framgång på Pop 100 Airplay där den nådde en 75:e plats. Dansremixen blev en topp-tjugo notering på USA:s danslista Hot Dance Club Play. I Japan blev låten sångerskans debut och nådde en 49:e plats på Japan Hot 100.
Musikvideon till singeln regisserades av Bryan Barber och filmades den 3 juni 2009 och hade premiär på Yahoo Music den 30 juni. Videon innehåller gästskådespelarna och Baseboll-spelarna Orlando Hudson, Matt Kemp och Dave Winfield.

## Format och innehållsförteckningar
| - Digital nedladdning (Explicit) 1. "She Ain't Got..." - 3:43 - Digital nedladdning (Censored) 1. "She Ain't Got..." - 3:42 | - Amerikansk CD/Maxi-singel (Dansremixer) 1. "She Ain't Got..." (Jason Nevins Radio Edit - Edited) - 3:26 2. "She Ain't Got..." (Dave Audé Radio Edit - Edited) - 3:50 3. "She Ain't Got..." (Dave Audé Mixshow - Edited) - 6:05 4. "She Ain't Got..." (Dave Audé Club - Explicit) - 7:36 5. "She Ain't Got..." (Dave Audé Club Dub - Explicit) - 7:08 6. "She Ain't Got..." (Dr. No Vs. Mr. Fu Club - Explicit) - 7:10 7. "She Ain't Got..." (Dr. No Vs. Mr. Fu Dub - Explicit) - 7:19 8. "She Ain't Got..." (Ruanne Emmenes Dirty Giraffe Club - Explicit) - 7:15 9. "She Ain't Got..." (Ruanne Emmenes Dirty Giraffe Dub - Explicit) - 6:41 10. "She Ain't Got..." (Album Version - Explicit) - 3:41 |

## Topplistor
| Lista (2009)                        | Topplacering |
| ----------------------------------- | ------------ |
| Japan (Japan Hot 100)               | 49           |
| USA (Billboard Pop 100 Airplay)     | 75           |
| USA (Billboard Rhythmic Top 40)     | 39           |
| USA (Billboard Hot Dance Club Play) | 20           |